# The Editors
《The Editors》는 2009년에 온스타일에서 방송된 패션에디터 서바이벌 프로그램이다.